# Amara bifrons
Amara bifrons là một loài bọ cánh cứng trong chi Amara thuộc họ Carabidae.